# Аку (цар Колхиди)
Аку або Ака, Аке (*III ст. до н. е.) — цар Колхіди.

## Життєпис
Походив з Першої колхської династії. Про його батьків відсутні відомості. Десь у 230 або 220-х роках до н. е. під час великого повстання еріставі проти Іберо-Колхідського царя Саурмага I зумів стати самостійним володарем Колхідського царства. Про перебіг подій замало відомостей.
Відомий завдяки своїм золотим статерам-колхідкам. Це було пов'язано з розробкою значних золотих копалень за правління Аки. Вважається, що відновив потужність держави. Йому наслідував син або інший родич Савлак II.